# Болніський муніципалітет
Болніський муніципалітет (груз. ბოლნისის მუნიციპალიტეტი, bolnisis municipʼalitʼetʼi, азерб. Bolnisi bələdiyyəsi) — муніципалітет Грузії, що входить до складу мкгаре Квемо-Картлі. Знаходиться на півдні Грузії, на території історичних областей Нижня Картлія та Борчали. Адміністративний центр — Болнісі.

## Географія

Болніський муніципалітет на мапі мкгаре Квемо-Картлі

На півдні муніципалітету межує з Сомхетським хребтом на заході — Джавахетсько-Вірменським нагір'ям, на заході з Кура-Араксинською низовиною. Територією муніципалітету протікає річка Храмі.

## Клімат
| Кліматограма Болніського муніципалітету                                               | Кліматограма Болніського муніципалітету | Кліматограма Болніського муніципалітету | Кліматограма Болніського муніципалітету | Кліматограма Болніського муніципалітету | Кліматограма Болніського муніципалітету | Кліматограма Болніського муніципалітету | Кліматограма Болніського муніципалітету | Кліматограма Болніського муніципалітету | Кліматограма Болніського муніципалітету | Кліматограма Болніського муніципалітету | Кліматограма Болніського муніципалітету |
| ------------------------------------------------------------------------------------- | --------------------------------------- | --------------------------------------- | --------------------------------------- | --------------------------------------- | --------------------------------------- | --------------------------------------- | --------------------------------------- | --------------------------------------- | --------------------------------------- | --------------------------------------- | --------------------------------------- |
| С                                                                                     | Л                                       | Б                                       | К                                       | Т                                       | Ч                                       | Л                                       | С                                       | В                                       | Ж                                       | Л                                       | Г                                       |
| 51 4 −6                                                                               | 34 7 −3                                 | 49 15 2                                 | 59 17 5                                 | 115 20 10                               | 85 25 12                                | 80 26 18                                | 27 29 17                                | 66 24 13                                | 48 17 10                                | 42 11 4                                 | 35 5 −3                                 |
| Середня макс. і мін. температури повітря (°C) Атмосферні опади (мм), за рік : 691 мм. |                                         |                                         |                                         |                                         |                                         |                                         |                                         |                                         |                                         |                                         |                                         |

## Населення
Станом на 1 січня 2016 року чисельність населення муніципалітету склала 82,3 тис. мешканців.
| 1939     | 1959     | 1970     | 1979     | 1989     | 2002     | 2008     | 2010     | 2014     | 2016     |
| -------- | -------- | -------- | -------- | -------- | -------- | -------- | -------- | -------- | -------- |
| → 34 181 | ↗ 45 019 | ↗ 60 556 | ↗ 68 296 | ↗ 81 920 | ↘ 74 301 | ↗ 76 000 | ↗ 77 800 | ↘ 53 590 | ↘ 53 800 |

### Етнічний склад населення

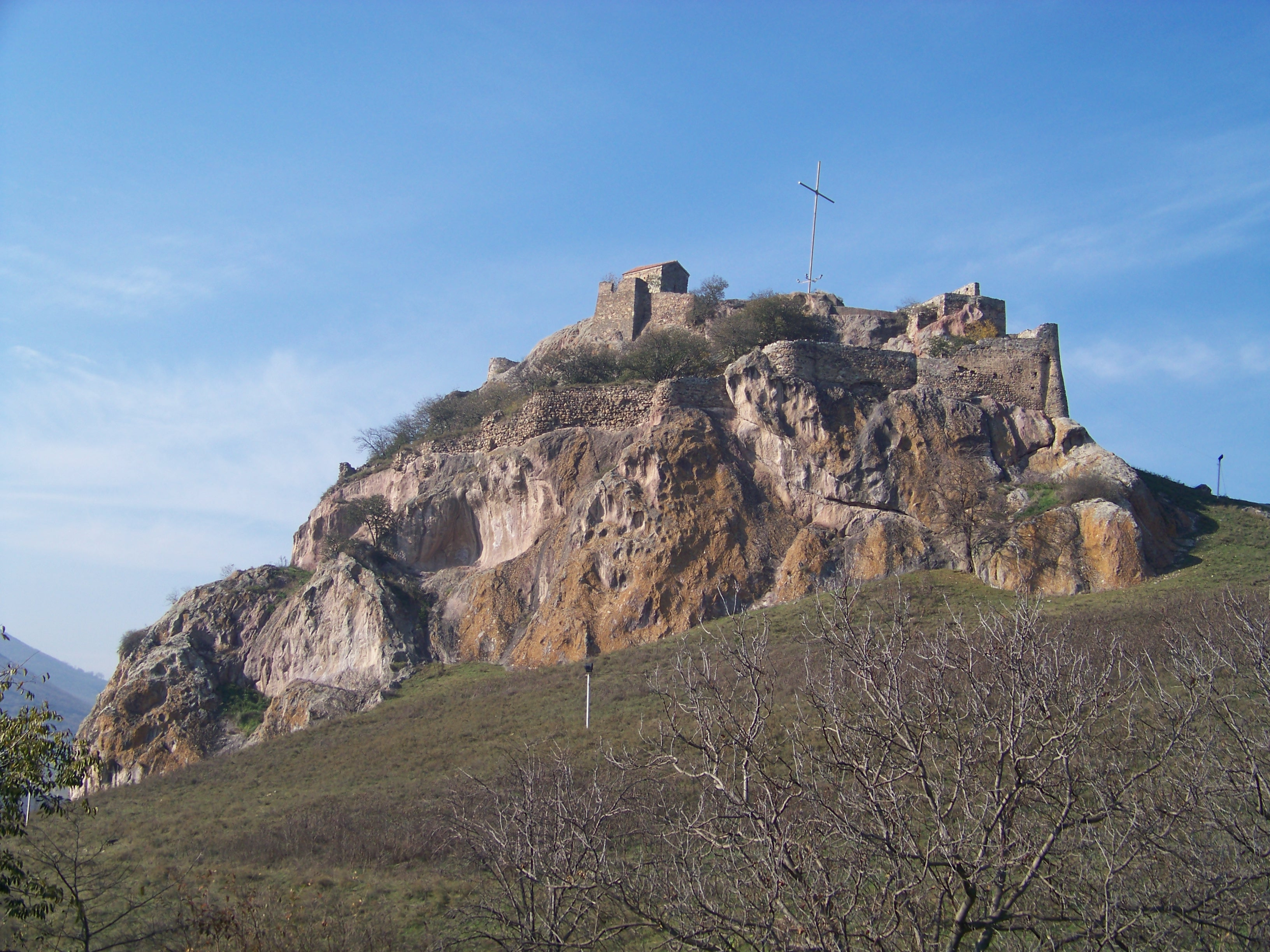
Фортеця Квеші

Станом на 2014 рік етнічний склад муніципалітету є таким: азербайджанці — 63,38%, грузини — 30,91%, вірмен — 5,02%
За переписом 2002 року етнічний склад населення був:
| Азербайджанці | 49026 | 65,98%  |
| Грузини       | 19926 | 26,82%  |
| Вірмени       | 4316  | 5,81%   |
| Греки         | 438   | 0,59%   |
| Росіяни       | 414   | 0,56%   |
| Осетини       | 80    | 0,11%   |
| Абхази        | 35    | 0,05%   |
| Українці      | 14    | 0,02%   |
| Загалом       | 74301 | 100,00% |

## Адміністративний поділ

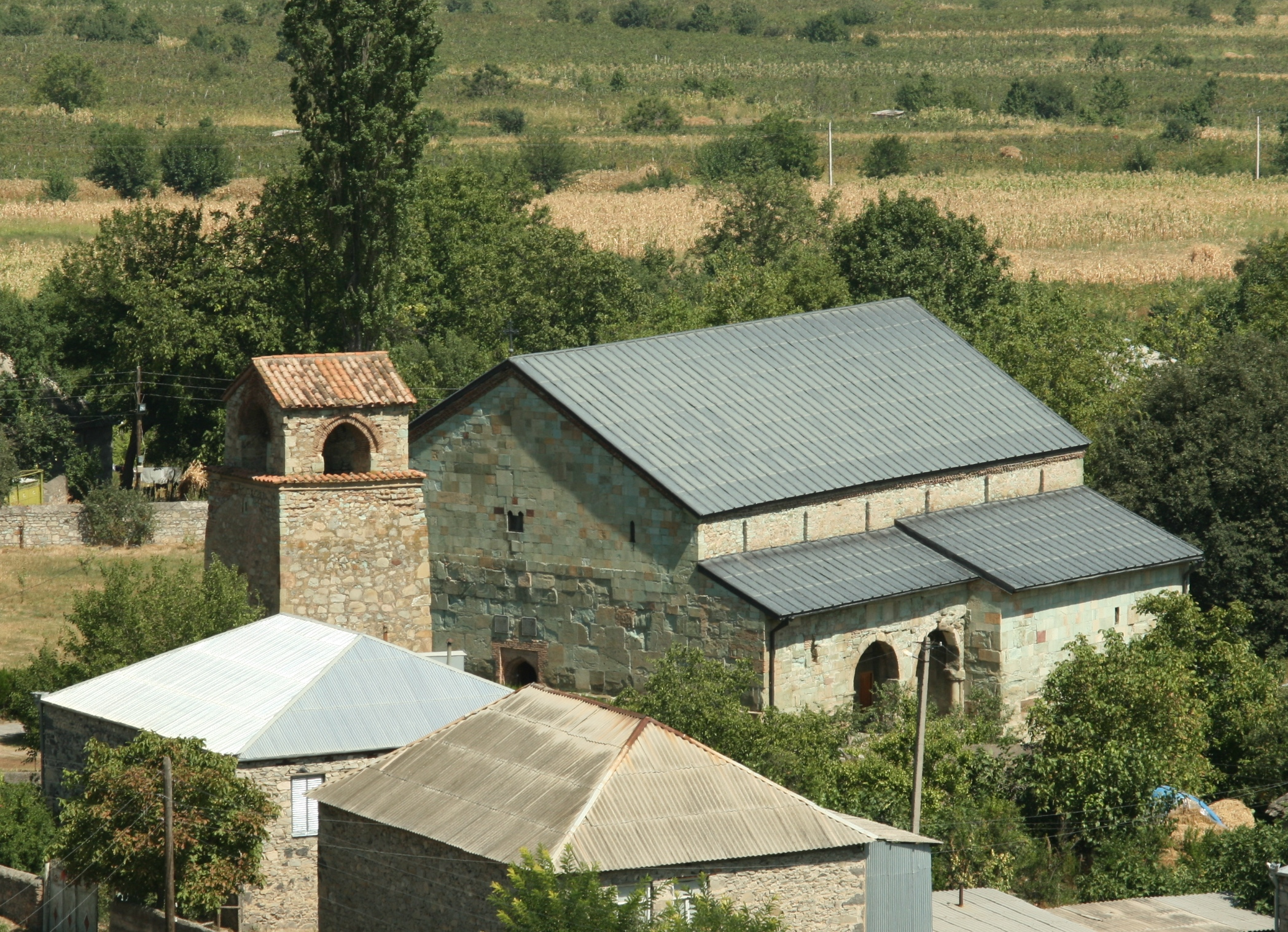
Болніський Сіон, вид із заходу

До складу муніципалітету входить 48 населених пунктів: 1 місто (Болнісі), 2 даби (Тамарісі, Казреті) та 45 сіл.

## Пам'ятки
У Болніському муніципалітеті знаходяться Колагірська (село Цуртаві) та Квешська фортеця, церква-монастир Цуґруґашені (წუღრუღაშენი) побудована царем Георгієм IV Лаша.
Болніський Сіон — один з найстаріших християнських храмів країни. Створений у 5 століття. Базиліка Сіону добре зберіглася, на її стінах є написи старогрузинською мовою. У селі Тандзіа розташовані дві церкви, побудовані у 1670 та 1683 роках.
У селі Рачісубані є джерело мінеральної води, яка не поступається своїми властивостями боржомському.